# Мельников, Владимир Степанович
Владимир Степанович Ме́льников — московский аквариумист-любитель конца XIX — начала XX века. Соратник Н. Ф. Золотницкого, А. С. Мещерского.
Мельников первым получил потомство от очень редких рыб:
- эльрице (немецкий гольян) — Phoxinus laevis;
- херос, канхито — Heros (Cichlasoma) facetus

и некоторых видов цихловых и лабиринтовых.
Н. Ф. Золотницкий «Аквариум любителя»:

«…15 мая, говорит г. Мельников,— обходя, по своему обыкновению, рано утром аквариумы, которые расставлены были в разных комнатах моей квартиры, я подошел к аквариуму с херосами и, бросая мотыль, невольно обратил внимание на один из лежащих в нем плоских камней, который был покрыт или, вернее сказать, облит чем-то беловатым; вглядевшись пристально, я, к великому восторгу своему, увидел, что это „что-то“ не что иное, как икра».

В его память проводился конкурс на лучших бойцовых рыбок (петушков). На медали было выгравировано «В память В. С. Мельникова».

## Труды
Им написаны:
- «Наблюдения над жизнью и размножением херосов (Heros facetus) в аквариуме». (Дн. От. их., вып. 8).
- «Наблюдения над жизнью и размножением гурами (Osphr. Trichopte-rus) и трихорастра (Trich. fasciatus)». , (id. вып. 9).
- «О значении лабиринтового аппарата и дыхания рыб атмосферным воздухом». (Ж., 1904, 111).
- «Эльрице (Phoxinus laevis) и размножение её в аквариуме». (Ж., 1904, 80).
- «Мотыль, добывание и сохранение его». (Ж., 1905, 35).